# Genyonemus lineatus
Genyonemus lineatus és una espècie de peix de la família dels esciènids i de l'ordre dels perciformes.

## Morfologia
- Els mascles poden assolir 41 cm de longitud total.
- Nombre de vèrtebres: 25.[1]

## Reproducció
És ovípar.

## Alimentació
Menja poliquets, gambetes, crancs i mol·luscs.

## Depredadors
Als Estats Units és depredat per Sarda chiliensis chiliensis, Zalophus californianus, Prionace glauca i Triakis semifasciata.

## Hàbitat
És un peix marí, de clima subtropical i bentopelàgic que viu fins als 183 m de fondària.

## Distribució geogràfica
Es troba a l'oceà Pacífic oriental: des de Barkley Sound (Colúmbia Britànica, el Canadà) fins al sud de la Baixa Califòrnia (Mèxic).

## Observacions
És inofensiu per als humans.